# Calycobathra
Calycobathra là một chi bướm đêm thuộc họ Cosmopterigidae.